# Radikal 133
Radikal 133 mit der Bedeutung „ankommen“ ist eines von den 29 der 214 traditionellen Radikale der chinesischen Schrift, die mit sechs Strichen geschrieben werden.
Mit vier Zeichenverbindungen in Mathews’ Chinese-English Dictionary gibt es sehr wenige Schriftzeichen, die unter diesem Radikal im Lexikon zu finden sind.
Das Radikal „ankommen“ nimmt nur in der Langzeichen-Liste traditioneller Radikale, die aus 214 Radikalen besteht, die 133. Position ein. In modernen Kurzzeichen-Wörterbüchern kann es sich an ganz anderer Stelle finden. Im Neuen chinesisch-deutschen Wörterbuch aus der Volksrepublik China steht es zum Beispiel an 171. Stelle.

## Schriftzeichenverbindungen, die vom Radikal 133 regiert werden
| Striche | Zeichen     |
| ------- | ----------- |
| +0      | 至          |
| +02     | 到          |
| +04     | 致          |
| +06     | 臵 臶 臷 臸 |
| +07     | 臹          |
| +08     | 臺          |
| +10     | 臻          |

 Im Unicodeblock Kangxi-Radikale ist das Radikal 133 unter der Codepointnummer 12.164 (U+2F84) codiert.